# 库切拉
库切拉（Kuchera），是印度拉贾斯坦邦Nagaur县的一个城镇。总人口19563（2001年）。

## 人口
该地2001年总人口19563人，其中男性10150人，女性9413人；0—6岁人口4834人，其中男2530人，女2304人；识字率49.53%，其中男性为65.48%，女性为32.33%。